# Ian Baker-Finch
Ian Michael Baker-Finch (Nambour, 24 ottobre 1960) è un golfista e commentatore sportivo australiano.
È un giocatore di golf e un commentatore sportivo, che ha raggiunto grande notorietà grazie alla vittoria dell'Open Championship nel luglio 1991 al Royal Birkdale Golf Club di Southport (nord ovest dell'Inghilterra).
Quella di Baker-Finch fu una vittoria che maturò nella seconda parte dell'open, visto che il campione australiano aveva concluso i primi due giri solo al 28º posto, due colpi sopra il par: i due ultimi giri furono condotti in modo esemplare, soprattutto grazie a un par devastante, che gli consentì di conseguire un clamoroso 64 nel terzo giro e un risultato di dieci sotto il par nelle ultime 36 buche - pari a 130 colpi che eguagliavano il record di Tom Watson del 1977 - e di vincere la Claret Jug con uno score finale fu di 272 (71, 71, 64 e 66), due colpi in meno del connazionale Mike Harwood.